# Citroën Méhari
El Méhari es un automóvil todoterreno producido por el fabricante francés Citroën entre los años 1968 y 1987. Se construyeron en total 143 740 unidades de este modelo en Europa.
El Méhari está basado en la plataforma y el motor M28 de 602 cm³ y 26 CV del Citroën Dyane, y tiene una carrocería de ABS en Europa y de PRFV en Argentina y Uruguay. Hubo una versión de tracción integral con reductora de la que se produjeron unas 1200 unidades.
Además de la versión turismo con dos filas de asientos, se comercializó  una versión comercial o derivada de turismo, habilitada exclusivamente para transportar a dos personas, sin importar que el auto dispusiese de una fila trasera plegable. El atractivo de esta variante era que estaba exenta de pagar el impuesto de lujo.
Su nombre original, «Mehari», coincide con el de un «dromedario doméstico de tamaño mayor que el normal y gran resistencia y velocidad». El término, de origen árabe, coincide con ligeras diferencias ortográficas en la mayoría de idiomas, y evoca el carácter ágil y austero del pequeño automóvil de Citroën.

## Desarrollo
La idea original del Mehari no fue de Citroën, sino de un industrial llamado Roland Paulze d'lvoy de la Poype, director de la sociedad SEAB, una empresa especializada en plásticos termoformados proveedora de la casa de automóviles francesa. En 1967, con la colaboración del diseñador Jean Louis Barrault, comenzó el desarrollo de un vehículo que debía caracterizarse por ser ligero, polivalente y tener un precio asequible. La idea era construir un kit que pudiese adaptarse a un modelo de producción ya existente. Primero se pensó en el Renault 4, pero su radiador de agua obligaba a que el frontal fuese más alto de lo previsto. Como el 2 CV carecía de ese elemento, se consideró que podía ser la base adecuada. De la Poype adquirió entonces una vieja furgoneta 2 CV, se quedó con el chasis y el motor y pidió a Barrault que diseñase una carrocería plástica compuesta de 12 piezas. Una vez terminada, Jean Darpin ensambló el primer prototipo atornillando la carrocería —en la versión definitiva se usarían remaches— a una estructura tubular instalada sobre el chasis.
El primer prototipo estaba listo en octubre de 1967. Después de las primeras pruebas, De la Poype decidió mostrarlo a Citroën. La impresión que causó en la firma de los dos chevrones fue tan buena que esta decidió incorporarlo a su gama. Con el objeto de completar el desarrollo, se construyeron 12 unidades de preserie que empleaban el chasis y el motor del Dyane 6. Citroën presentó el automóvil con el nombre Dyane 6 Mehari el 16 de mayo de 1968 en el Club de Golf de Deauville. Para evitar confundir a los clientes potenciales, Citroën no invitó al acto a De la Poype. El modelo era un legítimo Citroën, eso debía quedar claro.

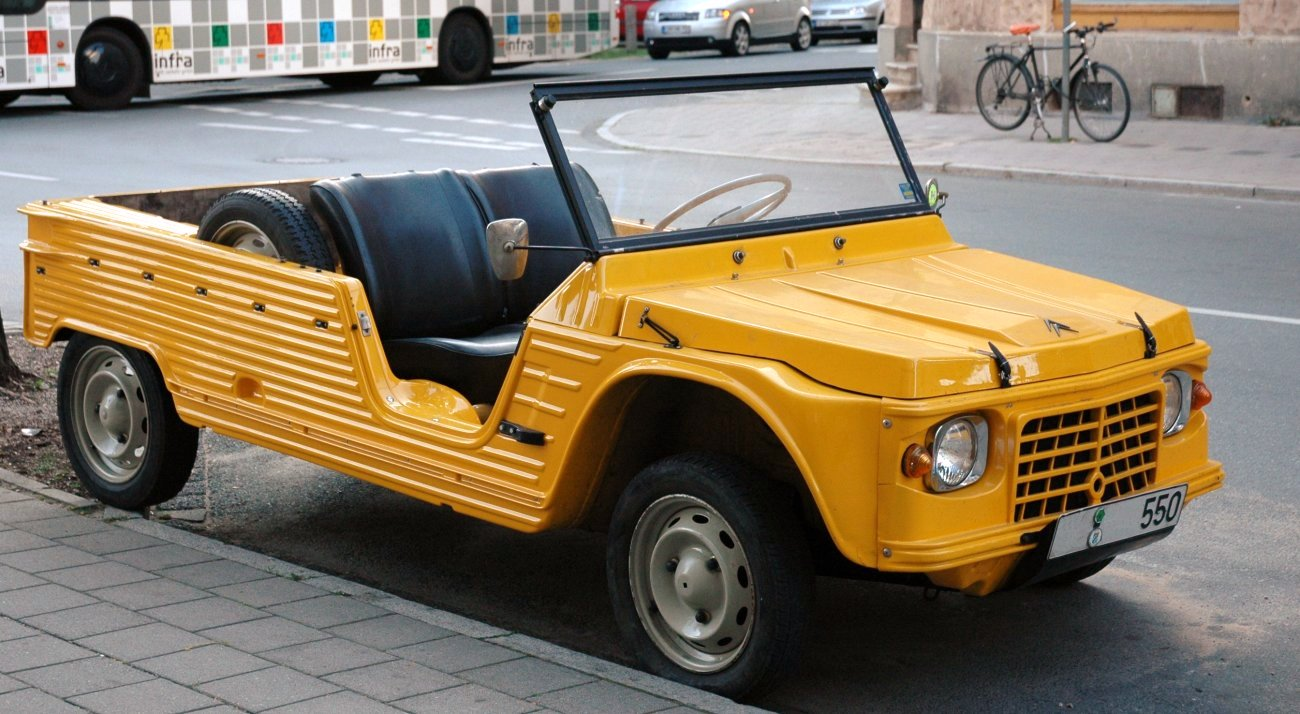
Citroën Mehari de las primeras series.

El nuevo modelo recibe la homologación del organismo responsable el 8 de agosto de 1968. El modelo definitivo fue presentado en el 55.º Salón de Automóvil de París, en octubre de 1968.

## Trayectoria
Después del salón de París, la producción del Mehari se inició rápidamente. En los últimos meses del año se fabricaron 837 unidades.
Uno de los secretos del Mehari era su carrocería de plástico ABS, siendo inoxidable, liviano, flexible y económico. Las primeras unidades del simpático vehículo fueron realizadas por SEAB (62) en Villejuif y ENAC (2500) en Bezons, una empresa de carrocerías que trabajaba para Citroën.
La imposibilidad de atender la demanda obligó a trasladar la producción a la antigua fábrica de Ivry-sur-Seine (antigua fábrica Panhard) y a la de Levallois. En 1970 deja de fabricarse en Francia y su producción se reparte entre Forest (Bélgica) —donde se fabricarían 91 788 unidades— y Vigo (España).
Si bien el Mehari permaneció en el mercado durante 19 años sin grandes modificaciones, sí cabe decir que Citroën fue realizando pequeñas mejoras a lo largo de su vida comercial. Por la importancia de las modificaciones, destacan tres momentos:
- 1968: Lanzamiento del Mehari. El modelo incorpora algunas modificaciones respecto al modelo de preserie. Se distingue exteriormente por llevar los intermitentes delanteros en las aletas —el modelo presentado en Deauville los llevaba debajo de los faros, pequeños y rectangulares—.
- 1970: Primera renovación. Los intermitentes delanteros, ahora redondos, se colocan al lado de los faros; todo el conjunto queda recogido en un relieve cóncavo. Más tarde, cambiaría el parabrisas y se incorporarían las puertas.
- 1978: Segunda renovación. Se altera de nuevo el frontal. La calandra, de nuevo diseño, es ahora menor y los intermitentes (rectangulares) se instalan debajo de los faros. Encima del parachoques, a la altura de los intermitentes, se abren dos entradas de aireación. En el interior, se monta un nuevo salpicadero con el velocímetro y un indicador múltiple redondos, además de algunos pequeños retoques.

En Europa, se lanzaron además dos series especiales en 1983, Plage, para España y Portugal, y Azur, para Francia, Italia y Portugal. Ambas versiones disponían de equipamiento exclusivo. 
La última unidad salió de la línea de montaje de la fábrica de Mangualde el 30 de junio de 1987.

## Producción en países de habla hispana

### España
El Mehari se produjo en la factoría de Vigo desde finales de 1969 hasta 1980. Seguiría comercializándose hasta 1987, pero ya como importado. En 1983 apareció la versión especial Plage, de color amarillo, exclusiva para España y Portugal, de la que se produjeron unos pocos cientos de unidades. 

### Argentina
Se fabricó en dos períodos diferentes: 1971 hasta 1980 mediante Citroën Argentina S.A. con 3997 unidades producidas. La empresa IES (Industrias Eduardo Sal Lari) en 1984 resucita el modelo, esta vez bajo la denominación Safari por un par de años, hasta 1986, manteniendo prácticamente todas las características técnicas del modelo original. La única modificación de importancia era la rueda de auxilio montada sobre el capó, liberando de este modo el compartimiento destinado al equipaje.
El Mehari argentino utilizó la plataforma del 3CV, de la cual heredaba toda su mecánica. Por consecuencia tenía frenos a tambor y no de disco como su antecesor francés. La carrocería también tenía diferencias,  por la fibra de vidrio, ya que no existía maquinaria para modelar plásticos de semejante tamaño. La carrocería del Mehari argentino era fabricada en el Uruguay por Dasur, y desde Argentina se enviaban los chasis para que la empresa Nordex hiciera el ensamblado. En el ´71 al momento de su presentación el único color era el rojo, aunque después se hicieron algunos de color azul para la policía de Tucumán. En coincidencia con el lanzamiento del 3CV M-28 en el año 1978 se lanzó el Mehari II que se destacaba por sus llantas ensanchadas y su color naranja.

### Uruguay
La versión uruguaya del Méhari fue fabricada bajo licencia por la firma Nordex y contaba con carrocería de fibra de vidrio (en lugar de ABS). El material plástico original de la lámina ABS, calentado como el interior de plástico de un refrigerador, luego cortado por un troquel refrigerado no existía en Uruguay. Se decidió fabricar el mismo vehículo con poliéster reforzado con fibra de vidrio. Por lo demás, era en su mayoría similar a su hermana francesa, pero los pasos de rueda traseros tienen una forma diferente y son notablemente más grandes; también contaba con un techo rígido extraíble. Se construyeron 14 000 unidades. De las 14 000 unidades, 5000 se quedaron en Uruguay y 9000 fueron a Argentina dentro del convenio CAUCE.

### Chile
Desarrollado en Chile en el año 1971 y producido entre 1972 y 1974, el Yagán se inspiró en el Mèhari francés. En un principio se barajó la posibilidad de importar de Uruguay la carrocería del Mehari, pero su alto precio desanimó a los responsables del proyecto. A pesar de tratarse de un vehículo artesanal —el Yagán estaba hecho totalmente a mano y no se empleaba ningún tipo de matrices o moldes— se llegaron a producir unas 1500 unidades en su fábrica de Arica, donde además se ensamblaban otros vehículos Citroën, como el Ami 8 y el 2CV. Algo muy distintivo del Yagán era que el chasis base era de Citroën 2CV y no de Méhari, y el 50 % de los componentes eran chilenos, ese era el objetivo.

## Otras versiones

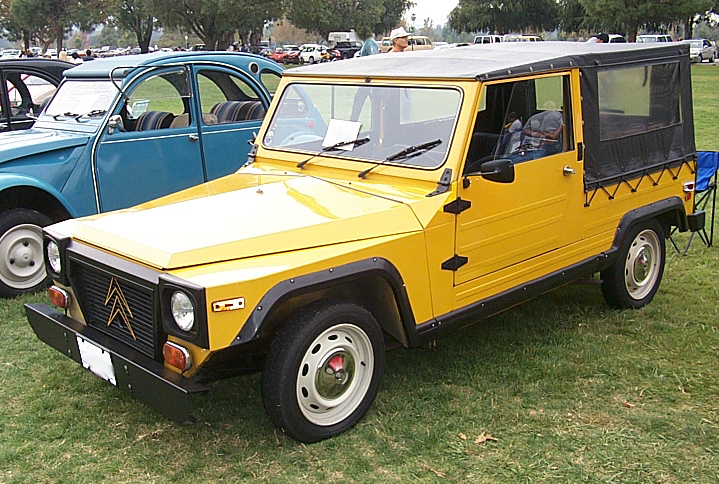
Citroën Namco Pony

### Baby-Brousse
Los vehículos tipo Baby Brousse (Mehari con cuerpo de metal) se han fabricado y vendido con diferentes nombres en varios lugares:
- Baby Brousse en Costa de Marfil (1963-1979), 1320 unidades construidos
- SAIPAC Jyane-Mehari en Irán (1970-1979), 9315 unidades
- Indonesia Baby Brousse 480 y FAF 600 unidades
- República Centroafricana Baby Brousse 180 y FAF 60 unidades
- Namco Pony en Thessalonika, Grecia (1974–83), construido con componentes Dyane 6 en una fábrica construida específicamente. Estos tenían mejor calidad de construcción y equipamiento que otros. Se construyeron 16 680 unidades. El Pony fue el único Baby Brousse exportado a los Estados Unidos.
- Mehari en Senegal y Guinea Bissau (1979-1983), ± 500 unidades
- Vietnam Citroën La Dalat (1969-1975) 3850 unidades

### 4 × 4
Además de la versión con tracción delantera, en Europa se fabricó una con tracción a las cuatro ruedas y reductora entre 1979 y 1983; tenía una gran distancia del chasis al suelo y amortiguadores traseros de ballestas, que le permitían circular por terrenos irregulares y escarpados. El Méhari pesaba menos de 600 kg. El motor ofrecía la pequeña cifra de 33 CV, y llegaba a los 103 km/h con viento a favor. Estéticamente se caracterizaba por llevar la rueda de repuesto en un alojamiento dispuesto en el capó y por las defensas tubulares —delanteras y traseras— de los faros y los intermitentes El Ejército Francés utilizó una versión adaptada con sistema eléctrico de 24 V.

### EE. UU.
Entre 1970 y 1973 también se fabricó una versión para Estados Unidos. Debido a la estrictas normas, se tuvo que homologar como camión (truck) y aumentar el tamaño de los faros, además de añadir la luz de marcha atrás y la función de intermitentes de emergencia (warning).

## Producción[20]
| Versión | 1968 | 1969   | 1970   | 1971   | 1972   | 1973   | 1974   | 1976  | 1977  | 1978  | 1979  | 1980  | 1981  | 1982  | 1983  | 1984  | 1985  | 1986 | 1987 |
| ------- | ---- | ------ | ------ | ------ | ------ | ------ | ------ | ----- | ----- | ----- | ----- | ----- | ----- | ----- | ----- | ----- | ----- | ---- | ---- |
| Normal  | 837  | 12 624 | 11 246 | 10 175 | 11 742 | 12 567 | 13 910 | 9 569 | 9 645 | 8 467 | 8 814 | 7 548 | 4 736 | 3 905 | 3 349 | 2 654 | 1 882 | 669  | 381  |
| 4 × 4   |      |        |        |        |        |        |        |       |       |       | 181   | 703   | 97    | 232   |       |       |       |      |      |

## Unidades producidas por fábrica (Europa)[20]
| Fábrica           | Local                                  | Cantidad |
| ----------------- | -------------------------------------- | -------- |
| Talleres S.E.A.B. | Villejuif, Francia.                    | 62       |
| E.N.A.C.          | Bezons, Francia                        | 2 500    |
| Citroën           | Levallois, Francia                     | 1 659    |
| Panhard Citroën   | Ivry, Francia                          | 1 763    |
| Citroën           | Rennes, Francia                        | 7 846    |
| Citroën           | Forest, Bélgica                        | 91 788   |
| Citroën           | Vigo, España                           | 12 480   |
| Citroën           | Mangualde, Portugal                    | 17 500   |
| Diversas          | Montados por piezas en diversos países | 9 355    |
| Total             |                                        | 144 953  |

## Restauraciones y recambios
La empresa 2 CV Mehari Club Cassis es el proveedor oficioso de las piezas de recambio del Mehari, 2CV y Dyane. Comenzó como especialista de versiones especiales durante la época de producción del Mehari y cuando dejó de fabricarse, Citroën le transfirió el utillaje original como reconocimiento a su labor. Además de producir y distribuir cualquier pieza, la empresa realiza restauraciones completas, fabricando el chasis si fuera necesario.

## Versiones eléctricas

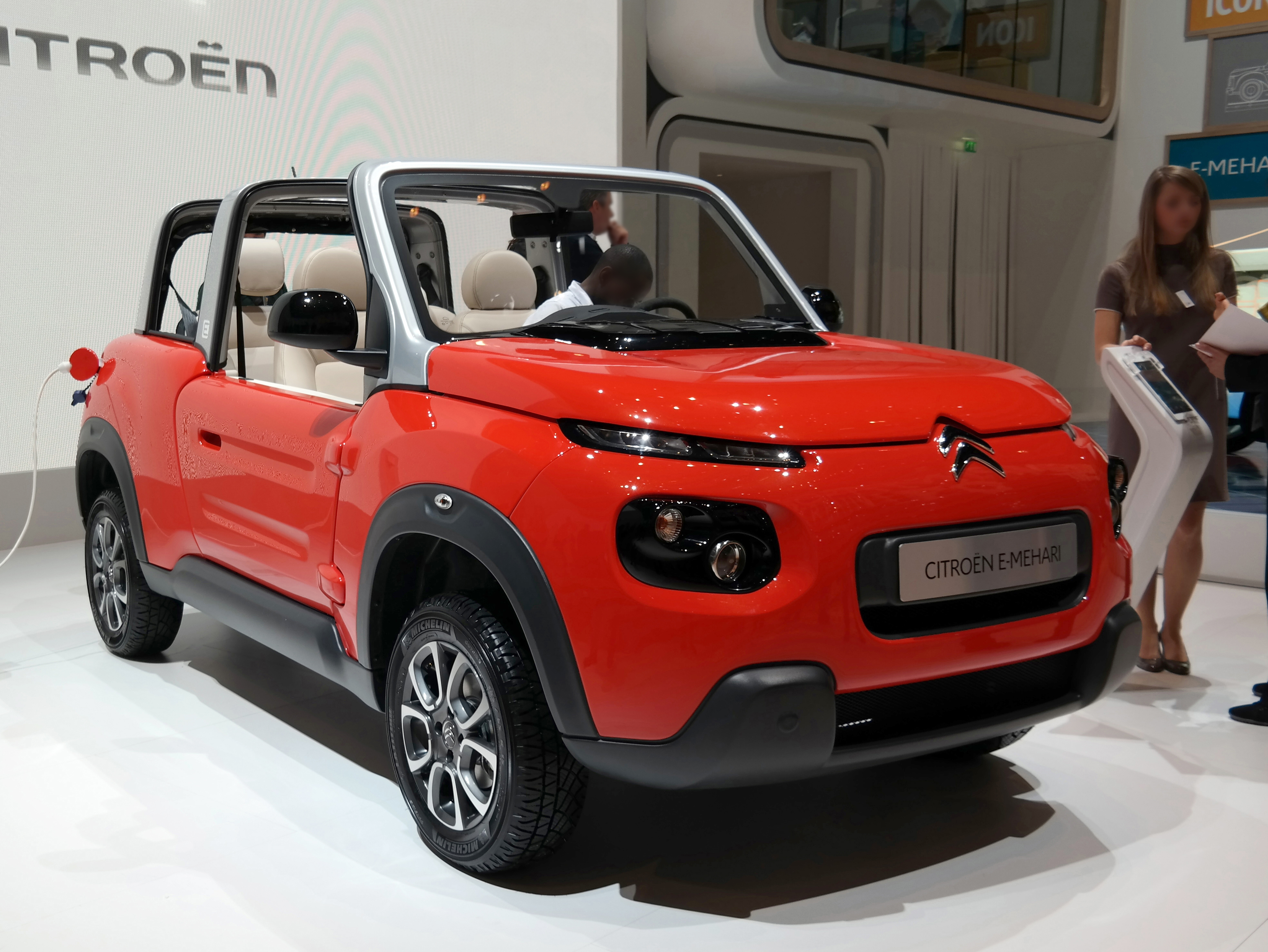
Citroën e-Méhari

- Eden. Réplica del Mehari con motor eléctrico. Fabricado desde 2017 por Mehari Club Cassis.[23]
- E-Story. Réplica del Mehari con motor eléctrico. Fabricado desde 2017 por Mehari Loisirs.[24]
- E-Mehari. Vehículo eléctrico lanzado en 2016 por Citroën en colaboración con Bolloré